# Robinsonia dewitzi
Sphaeromachia cubana là một loài bướm đêm thuộc phân họ Arctiinae, họ Erebidae.

## Hình ảnh

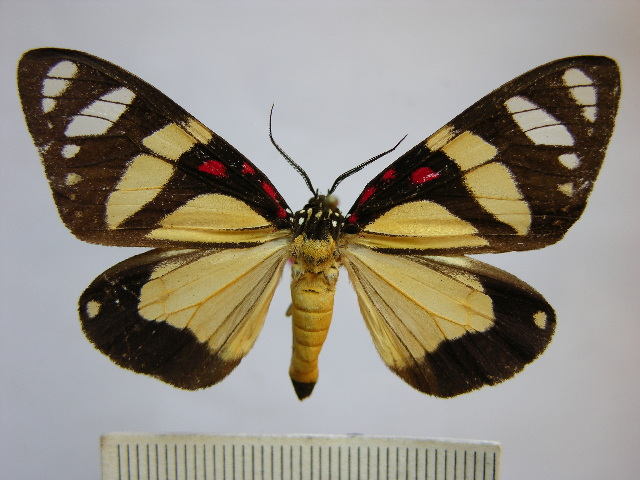